# جینجر هتلز
جینجر هتلز (انگلیسی: Ginger Hotels) شرکت مهمان‌نوازی هندی است، که در سال ۲۰۰۴ توسط گروه تاتا تأسیس شد.